# Saxifraga babiana
Saxifraga babiana är en stenbräckeväxtart som beskrevs av T.E. Díaz González, J.A. Fernández Prieto. Saxifraga babiana ingår i Bräckesläktet som ingår i familjen stenbräckeväxter. Utöver nominatformen finns också underarten S. b. septentrionalis.